# Molophilus bibaculus
Molophilus bibaculus är en tvåvingeart som beskrevs av Alexander 1979. Molophilus bibaculus ingår i släktet Molophilus och familjen småharkrankar. Inga underarter finns listade i Catalogue of Life.